# Poročni ples

Poročni ples (včasih znan tudi kot Plešoča vas) je slika nizozemskega in flamskega renesančnega umetnika Pietera Bruegla starejšega, olje na tabli, iz leta 1566. V lasti Detroit Institute of Arts v Detroitu v Michiganu je delo leta 1930 odkril njegov direktor v Angliji in ga prinesel v Detroit. Menijo, da gre za eno izmed treh Brueglovih del približno iz istega časa: Poročni ples, Kmečka poroka (1567) in Kmečki ples (1569).
Slika prikazuje 125 svatov. Kot je bilo običajno v obdobju renesanse, so bile neveste v črnem, moški pa z bavtaro. Voajerizem je upodobljen skozi celotno umetniško delo; oblasti in cerkev plesa niso odobravale, na sliko pa lahko gledamo tudi kot na kritiko ali komično upodobitev stereotipnega preveč seksualnega, pretirano razuzdanega kmečkega razreda tistega časa. 

## Ozadje
Pieter Bruegel starejši je Poročni ples dokončal leta 1566. Menili so, da je bil dolga leta izgubljen, dokler ga leta 1930 v Londonu ni odkril William R. Valentiner, takratni direktor Museum Detroit Institute of Arts v Detroitu. Valentiner je za sliko plačal 35.075 ameriških dolarjev z mestnimi sredstvi. Še vedno je v lasti muzeja.
Kmečka poroka (1567) in Kmečki ples (1569) sta tudi Brueglovi, in imata isto poročno temo in prvine ter sta bili naslikani v istem obdobju v Brueglovih poznejših letih. Veljajo za trilogijo Bruegelovih del. Na vseh treh slikah so dudarji, ki igrajo dude, izžarevajo pa tudi napuh in nečimrnost.
Robert L. Bonn je to trilogijo del opisal kot »odlične primere« antropoloških slik in navaja, da »je Bruegel na treh žanrskih slikah v izrazitem nasprotju tako s slikarji svojega časa kot tudi s številnimi drugimi, ki so sledili«. Thomas Craven Poročni ples povzema kot »eno od številnih praznovanj radosti požrešnosti, ki jih je Brueghel naslikal z razburljivo vitalnostjo«. Walter S. Gibson na slike gleda tudi kot na »pridigo, ki obsoja požrešnost« in »alegorijo Cerkve, ki jo je zapustil Kristus«.

## Opis
Priljubljena slika prikazuje skupino 129 figur, ki nosijo oblačila iz tistega časa, na videz kaotične na zabavi na prostem, obkrožena z drevesi. Neveste so nosile črno barvo, saj je bilo to obdobje renesanse, moški pa so nosili bavtare, ki so bile takrat pomemben del njihovih oblačil. Voajerizem (vohunjenje za ljudmi, ki se ukvarjajo z intimnim vedenjem) je prikazan skozi celotno delo.
Prizor v celoti zaseda vaško veselico na prostem. Poroka je v hiši s slamnato streho med široko razporejenimi drevesi. Smo pozno poleti in očitno smo med kmeti na podeželju, vendar so oblačila nedeljska in kaže na določeno blaginjo. Vijugava vrsta plešočih kmetov se od zadaj premakne v ospredje. Sestavljajo jo pari moških in žensk, ki se vrtijo v parih. Največje figure so plesalci v ospredju, ki jih na desni spremljata dva dudaša. V temi za njimi kuka moški, katerega pisalni material na pasu lahko namiguje, da je notar. V preostalem je samo veselje. Moški na desni v ospredju so ujeti sredi gibanja z dvignjeno nogo, kar takoj daje občutek gibanja. Par na levi je naveden tudi kot tipičen. Mož je morda nekoliko debel in samozadovoljen, njegova žena v očarljivi pozi. Moški v prvi vrsti imajo zajetne bavtare. Ob drevesu vidimo erotično konotirano podobo, kjer se nekdo s prijatelji dotakne njegovega dolgega bodala. Mimogrede, mnogi udeleženci nosijo nože.
V plesnem vrvežu vidimo debelo nevesto z rdečkastimi skodranimi lasmi pod diademom ali naglavnim trakom. Njena črna poročna obleka označuje najnižji rang. Ali pleše z ženinom ali je moški v gambesonu njen oče? V slednjem primeru bi ženin plesal za njo, na roki ženske v širokem krznu, ki bi bila morda njegova tašča. Pri plesalcih se nekateri poljubljajo. Zraven stoji moški z rokami za hrbtom in dogodek spremlja s prijaznim nasmehom. Med množico ljudi je več gledalcev. Tam, kjer ni plesa, se ljudje pogovarjajo in pijejo. Obrazi manjših figur so manj dodelani, vendar je bilo veliko pozornosti namenjene raznolikim kostumom. V nasprotju z nevesto se zdi, da imajo nekateri višji status, na kar kažejo ohlapni, krzneni rokavi ali rokavice. Levo zgoraj so izkopani jarki za piknik. Za častno mizo zgoraj desno je raztegnjena krpa, s katere visi nevestina krona. Tam klepeta nekaj starejših žensk in deklet.

## Kompozicija in tehnična analiza
Slika je zgrajena okoli plesalcev v osrednjem trikotniku, katerega zgornja točka se konča v drevesnem deblu. Zunaj je dogajanje tišje. Nagnjeni gledalec na levi in dudaš na desni zapreta kompozicijo. Ptičja perspektiva daje gledalcu panoramski pogled na praznovanje, v katerem sodeluje 129 figur. Nizko obzorje ne pušča prostora za pokrajino ali razglede: vsa pozornost je namenjena zabavi. Očitno obzorje niti ni bilo del prvotne kompozicije, saj je naslikano na ozko desko, vzeto z drugega drevesa. Dodatek se je moral zgoditi nekje pred letom 1750. 
Tabla ima osupljivo črno kredo (vrsta skrilavca), z narisanimi konturami in drugimi elementi, ki prikazujejo Brueglov ustvarjalni proces. Med slikanjem je prilagodil okončine in nevesti namesto krone dal naglavni trak. Zaradi prosojnosti barve je podris skoraj viden s prostim očesom. To je povezano z abrazivnim čiščenjem in obnovami, pa tudi z izbiro slikarja. Neodvisnost ni več razlaga za preglednost. Modri pigment je zbledel v sivo-rjavo (na primer pri gambesonu), tabla pa je bila ojačana, da se prepreči upogibanje, sicer pa je delo v dobrem stanju.

## Interpretacija
Informacije o izvedbi kmečkega poročnega plesa sicer manjkajo, znano pa je, da je Bruegel delal za boljši, urbani razred. Če jim je slikal razkošne kmete, kaj je bil njegov cilj? So na podeželsko življenje gledali samo zviška ali pa so videli tudi njegove pozitivne plati? Včasih se zanika , toda večina strokovnjakov v delu nedvoumno vidi komično-moralizatorski ton. Norenje, včasih okorne drže, grobo in hkrati razkošno, drzno ljubljenje: tako se ni obnašal spodoben državljan. Tukaj je v drugem ogledalu, ki svari pred neskromnim vedenjem, poželenjem, požrešnostjo, nečimrnostjo. Hkrati to ni sprejeto kot prava satira ali karikatura. Kar vidimo, je malomarnost in ne delirična razuzdanost. Zdi se, da Bruegel raje opazuje z blago ironijo. Nekateri govorijo o antropološkem pogledu in res je, da mojstrsko zadeva podrobnosti, vendar ni objektivno. Za to opazimo preveč notranjega užitka.
V 16. stoletju, ko je nastala ta slika, je bil ples podvržen strogim kodeksom in so ga oblasti in cerkev obravnavale kot družbeno zlo. Ljudje niso mogli mahati z rokami ali nogami ali se preglasno smejati, saj bi to marsikomu veljalo za vrsto nesramnosti. Slika torej »izraža osvoboditev kmetov iz strožjih meja višjih slojev«, ker se ni držala pričakovanih družbenih standardov tistega časa.

## Izvor
Izvor dela je slabo dokumentiran. Pojavil se je leta 1930 pri londonskem trgovcu z umetninami, kjer ga je za skoraj 38.000 dolarjev kupil Wilhelm Valentiner, direktor umetniškega inštituta v Detroitu (DIA). Naslednje leto je mesto Detroit drastično zmanjšalo nabavni proračun, vendar Valentiner ni slabo kupil: njegov Bruegel je bil pravi, različica, ki jo je kupil Antwerpen za več denarja leta 1929, pa se je izkazala za kopijo.
Leta 2015 je poglobljena analiza razkrila dotrajan podpis pod letom. Rezultate vseh inšpekcijskih pregledov je DIA v letih 2019–2020 predstavila na razstavi.

## Sorodna dela
Delo je povezano z dvema slikama Bruegela, Kmečki ples in Kmečka poroka, ki se nahajata na Dunaju. Morda je na to temo naredil več slik. Kmečki poročni ples, tisk, ki ga je vtisnil Pieter van der Heyden in po 1570 objavil Volcxken Diericx, temelji na Brueglovi kompoziciji. Ker se ni ohranila nobena risba, sodeč po tonskem senčenju, bi lahko šlo celo za izgubljeno sliko. Nekateri plesni pari se vrnejo v kmečki poročni ples iz Detroita, vendar je dovolj razlik, da lahko govorimo o samostojni kompoziciji. Strašljiv verz, ki spremlja tisk, je osupljiv. Erotični naboj je še bolj ekspliciten, čeprav seveda nič ne kaže na to, da je bil Bruegel vpleten v te verze ali da jih je celo poznal.
Znanjih je več kot trideset izvodov Brueglovega Poročnega plesa. V glavnem so prihajali iz ateljejev njegovega najstarejšega sina Pietera Bruegla mlajšega in Martena van Clevea. Ples neveste v Kraljevem muzeju likovnih umetnosti Antwerpen je kopija anonimnega mojstra iz 16. stoletja. Še en lep odgovor je v Gemäldegalerie v Berlinu.